# Каштанов Віктор Сергійович
Каштанов Віктор Сергійович (нар. 5 листопада 1929, Київ — пом. 18 жовтня 1994, Київ) — радянський і український сценарист, редактор.

## Біографічні відомості
Народився 5 листопада 1929 р. в Києві в родині службовця. Закінчив Харківський державний інститут культури (1957) та Вищу партійну школу при ЦК Компартії України (1964). 
Був головним редактором передач для дітей та юнацтва Київської студії телебачення, редактором агентства «Телепресреклама», «Укоопторгреклама».
Автор книги «Біля голубого екрана» (К., 1963, у співавт. з М. С. Канюкою), сценаріїв документальних і телевізійних стрічок: «Бригада дружних», «Люди крилатої мрії» (1959), «Мовою плаката», «Разом з партією, разом з народом», «Ленінська депеша» (1960), «Завжди на посту» (1962), «В краю гір і смерек» (1966), «Бережіть хліб» (1976), «З турботою про людину» (1981).
Був членом Спілок журналістів і кінематографістів України.
Помер 18 жовтня 1994 р. у Києві.